# Konstantin Arsenović
Konstantin Arsenović, cyr. Константин Арсеновић (ur. 3 czerwca 1940 w Gornje Košlje, zm. 31 stycznia 2017) – serbski i jugosłowiański wojskowy i polityk, generał, wiceprzewodniczący Zgromadzenia Narodowego Republiki Serbii.

## Życiorys
Absolwent jugosłowiańskich wyższych szkół i akademii wojskowych. Został zawodowym wojskowym w Jugosłowiańskiej Armii Ludowej. Służył w niej i następnie w siłach zbrojnych Federalnej Republiki Jugosławii od 1961 do 2000. W stan spoczynku przeszedł w stopniu generała porucznika. Pełnił różne funkcje w administracji wojskowej, m.in. był doradcą szefa sztabu ds. logistyki.
W 2005 zaangażował się w działalność polityczną, współtworzył Partii Zjednoczonych Emerytów Serbii, obejmując funkcję wiceprzewodniczącego tego ugrupowania. W 2008, 2012, 2014 i 2016 uzyskiwał mandat poselski. Od 2012 powoływany na wiceprzewodniczącego serbskiego parlamentu.